# زاك ميلز
زاك ميلز (بالإنجليزية: Zach Mills)‏ هو ممثل أمريكي، ولد في 26 ديسمبر 1995 في الولايات المتحدة.

## أعمال

### أفلام
- (2006) هوليوودلاند[4]
- (2008) استبدال[5][6]
- (2011) سوبر 8[7]

### مسلسلات
- سكرابز
- شبح هامس
- طريق أكتوبر

## وصلات خارجية
- زاك ميلز على موقع IMDb (الإنجليزية)
- زاك ميلز على موقع ألو سيني (الفرنسية)
- زاك ميلز على موقع أول موفي (الإنجليزية)
- زاك ميلز على موقع قاعدة بيانات الفيلم (الإنجليزية)
- زاك ميلز على موقع كينوبويسك (الروسية)